# Johana z Penthièvre
Johana z Penthièvre (francouzsky Jeanne de Penthièvre nebo Jeanne la Boiteuse, bretonsky Janed Pentevr; 1319 – 10. září 1384, Guingamp) byla hraběnka z Penthièvre, vévodkyně bretaňská a v době manželova uvěznění také účastnice válečného sporu o bretaňské dědictví v tzv. válce dvou Jan.

## Život
Johana se narodila jako jediný potomek Víta z Penthièvre, mladšího bratra bretaňského vévody Jana III. V červenci 1337 byla kulhavá dívka provdána za Karla z Blois, svého asketického vrstevníka.
Bretaňský vévoda Jan roku 1341 zesnul zcela bez potomstva a rozhořel se spor o uvolněný vévodský trůn. Uchazeči byli dva – Jan z Montfortu, nevlastní bratr zesnulého vévody, který měl podporu anglického krále Eduarda III. a Karel z Blois jako choť Johany.
| „                | Té totiž vévoda při sňatku slíbil, že jí vévodství po jeho smrti připadne... | “ |
| — Jean Froissart |                                                                              |   |

Válečná štěstěna byla vrtkavá a přikláněla se hned na tu či onu stranu. Karlovi se podařilo v zimě 1341 při obléhání Nantes Montforta zajmout a ten po návratu z vězeňské kobky roku 1345 zemřel. Karel se pak v bitvě u La Roche-Derrien dostal do anglického zajetí, kde setrval dalších osm let. Po složení výkupného byl roku 1356 propuštěn a nakloněn k urovnání sporu dohodou. Johana nesouhlasila a dlouholetý spor byl tak vyřešen až 29. září 1364 v bitvě u Auray, v níž Karel společně se svým levobočkem Janem padl. O rok později Johana rezignovala na svá práva k Bretani ve prospěch Jana, syna zesnulého Montforta.
Zemřela roku 1384 a byla pohřbena po manželově boku v klášteře minoritů v Guingampu, který byl zničen v 17. století. Náhrobek je dnes ve sbírkách pařížského Louvru.